# Atmosfera técnica
Atmosfera técnica é uma medida criada pela necessidade de se ter uma maior precisão quanto à medida atmosfera padrão. Uma atmosfera técnica equivale a 0,9678 atmosferas físicas.